# چنگ گربه (ترانه)
«چنگ گربه» تک‌آهنگی از تد نیوجنت است که در سال ۱۹۷۷ میلادی منتشر شد.